# Andreas Kirchner
Andreas Kirchner (* 17. August 1953 in Erlbach bei Lugau; † 10. November 2010 in Suhl) war ein deutscher Bobsportler, der bei den Olympischen Spielen 1984 mit dem Viererbob der DDR die Goldmedaille gewann (zusammen mit Steuermann Wolfgang Hoppe sowie Roland Wetzig und Dietmar Schauerhammer). Dafür wurde die Bobbesatzung 1984 zu DDR-Sportlern des Jahres gewählt. Außerdem erhielten die Sportler den Vaterländischen Verdienstorden in Gold.

## Leben
Andreas Kirchner begann seine Sportlerlaufbahn in der Leichtathletik als Hammerwerfer (persönliche Bestleistung: 65,22 m am 19. Juni 1975 in Karl-Marx-Stadt). 1977 wechselte er zum Bobsport. 1979 wurde er DDR-Meister im Zweierbob sowie Europameisterschafts-Dritter im Viererbob (jeweils mit Steuermann Horst Schönau). 1980 gehörte er zur Besatzung des DDR-Viererbobs, der bei den Olympischen Winterspielen in Lake Placid die Bronzemedaille gewann.
Nach Medaillengewinnen bei den Welt- und Europameisterschaften 1981 und 1982 (1981: Europameisterschafts-Zweiter im Viererbob, Weltmeisterschafts-Zweiter im Zweierbob; 1982: im Zweierbob Weltmeisterschafts-Dritter und Europameisterschafts-Zweiter) misslang der Besatzung des Bobs von Horst Schönau die Qualifizierung für die Olympischen Spiele 1984. Andreas Kirchner wurde danach auf dem Viererbob von Wolfgang Hoppe eingesetzt. Auf diesem fuhr er nach dem Olympiasieg bis 1986, jedoch ohne einen weiteren Medaillengewinn bei internationalen Höhepunkten.
Andreas Kirchner startete für den Armeesportklub ASK Vorwärts Oberhof; seine Trainer waren Erich Enders und Raimund Bethge. Er war Offizier der NVA und ist Absolvent der Sporthochschule DHfK. Nach seiner sportlichen Laufbahn absolvierte er ein Zusatzstudium in Jena und arbeitete anschließend als Lehrer für Sport und Englisch in Suhl. Eine langwierige Krankheit hatte in den 2000er Jahren das Ausscheiden aus dem Schuldienst zur Folge. Am 14. Mai 2011 wurde er in Suhl beigesetzt.